# Gabriel Hirsch Lippman
Friedmann Gabriel Hirsch (Gavrîʼēl Hîrš Naphtali) Lippman, auch Lippmann oder Lipmann (geboren 1805 in Memmelsdorf; gestorben am 21. Mai 1864 in Bad Kissingen) war von 1852 bis 1864 Rabbiner des Distriktsrabbinats Bad Kissingen.

## Leben
Er war der Sohn des Hirsch Lippman. In seinen frühen Jahren studierte er den Talmud-Thora-Schule zunächst in Burgpreppach bei Rabbiner Abraham Moses Mayländer. Ab 1820 vervollständigte er seine Studien als Schüler des Rabbi Abraham Benjamin Wolf Hamburg an der Jeschiwa in Fürth, nach deren Schließung bei Abraham Bing in Würzburg und anschließend bei Bezirksrabbiner Hillel Sondheimer in Aschaffenburg, der ihn ordinierte.
1832 immatrikulierte er sich an der Universität München. Nach seiner Promotion zum Dr. phil. an der Julius-Maximilians-Universität Würzburg. Er war um 1834 Hauslehrer in Fulda. 1843 wurde er als Prediger nach Aurich in Ostfriesland berufen. Im Jahr 1852 wurde er zum Distriktsrabbiner in Bad Kissingen gewählt. Dieses Amt führte er zwölf Jahre lang bis zu seinem Tod im Jahr 1864 aus. Sein Nachfolger war ab 1865 Moses Löb Bamberger. Zu Beginn seiner Amtszeit wurde Lippmann von liberaler Seite stark kritisiert.

## Herausgeberschaft
Lippman war Herausgeber einiger Werke des jüdischen Gelehrten Ibn Ezra, beispielsweise:
- Sephat Yeter. Beleuchtung dunkler Bibelstellen, insbesondere zur Vertheidigung R. Saaida`s gegen R. Adonim Levita, genannt Dunasch ben Librat. J. F. Bach, Frankfurt am Main 1843 (Digitalisat bei google.de/books.)